# Om Khalsoum
Umm Khalsoum, Om Khalsoum, Umm Kulthum, Oum Kalthoum, arabiska: أم كلثوم, född 4 maj 1904 i Tamay-az-Zahayra, Egypten, död den 3 februari 1975, var en egyptisk sångerska som inom arabvärlden räknas som den främsta sångerskan hittills.
Kalsoum var väldigt populär i sitt hemland och i övriga arabvärlden. Hon fick uppmärksamhet tidigt under sin karriär, och familjen flyttade 1922 till Kairo för att hon skulle få större möjligheter. Från slutet av 1920-talet var hon Egyptens populäraste sångare, och från 1937 fram till kort tid före sin död höll hon varje månad en konsert som sändes i direktradio och som nådde ut till flera miljoner lyssnare. Genom sin repertoar som gick från klassisk och religiös arabisk musik till mer populära och folkliga sånger, och genom sin enastående improvisationsförmåga, blev hon legendarisk i den arabiska världen och hennes otaliga skivinspelningar spelas ofta i både offentliga och privata sammanhang.

## Biografi

### Uppväxt och tidig karriär
Oum Khalsoum föddes i Tamay-az-Zahayra i regionen Ad Daqahliyah. Hennes exakta födelsedatum är okänt, men tros ha varit den 4 maj. Hennes far, en imam, lärde henne att recitera Koranen. Vid 12 års ålder lät han henne klä ut sig till pojke så att hon kunde delta i en liten sånggrupp som han ledde. Vid 16 års ålder uppmärksammades hon av Abu El-Ala Mohamed, en känd egyptisk sångare, och lutspelaren Zakaria Ahmed, som bad henne att följa med dem till Kairo. Dock accepterade hon inte detta förrän vid 23 års ålder.
När hon kom till Kairo fick hon träffa den berömde poeten Ahmed Rami, som skrev 137 sånger till henne. Rami hade studerat vid Sorbonne och älskade den franska litteraturen vilken han introducerade för Khalsoum. Hon fick också lära känna lutspelaren och kompositören Mohamed El Kasabji. Med honom fick hon framträda offentligt. 1932 fick hon resa på turné runt i Mellanöstern, till Damaskus, Bagdad, Beirut och Tripoli. Under 1930-talet arbetade hon tillsammans med textförfattaren Rami och musikern El Kasabji som kombinerade västerländska musikinstrument som kontrabas och cello med klassiska instrument från Mellanöstern.

### Karriär och sjukdomar
Khalsoum fick på 1930-talet problem med sin hälsa och 1946 drabbades hon av en allvarlig inflammation i luftrören. Oron över hälsan gjorde henne deprimerad. 1949 lades hon in på sjukhus i USA. Där drabbades hon av ögoninflammation som gjorde att hon fick bära mörka glasögon resten av livet. 1954 gifte hon sig med läkaren och hudspecialisten Hasan al-Hifnawi. 1955 återupptog hon sin sångkarriär och samarbetade bland annat med kompositören Abdel al-Wahab. Åt henne skrev han tio sånger, den mest kända Inta umri. Efter Egyptens nederlag i Sexdagarskriget samlade hon in pengar genom att ge konserter.

### Ohälsa och död
1971 försämrades hennes hälsa och flera konserter fick ställas in. Hennes sista konsert var i december 1972. Den 13 mars 1973 var hon i skivstudion för sista gången och sjöng in Hakam aalayna al-hawa. Den 3 februari 1975 dog Khalsoum till följd av njursvikt. Miljoner människor i Kairo följde begravningen.

## Eftermäle
Nedslagskratern Kulthum på planeten Merkurius är uppkallad efter henne.